# Robert Edgcumbe
Robert Charles Edgcumbe, 8e comte de Mount Edgcumbe (1er juin 1939 - 12 juin 2021), est un homme politique, homme d'affaires et pair néo-zélandais-britannique.

## Biographie

### Vie privée
Il est le fils de George Aubrey Valletort Edgcumbe (arrière petit-fils de George Edgcumbe) et de Meta Lhoyer. Il est également le neveu d'Edward Edgcumbe, 7e comte de Mount Edgcumbe.
Il fait ses études au Nelson College de 1951 à 1955.

### Vie publique
Il est gestionnaire immobilier en Nouvelle-Zélande car une partie des membres de la famille Edgcumbe vivent en Nouvelle-Zélande depuis les années 1860. Il déménage avec son oncle en Cornouailles après que ce-dernier ait obtenu le titre de comte de Mount Edgcumbe.
Le 9 décembre 1982 il succède à son oncle, Edward Edgcumbe, 7e comte de Mount Edgcumbe, comme comte de Mount Edgcumbe et prend le 7 mai 1997 son siège à la Chambre des lords.

#### Mount Edgcumbe House
Le siège ancestral de la famille Edgcumbe est Mount Edgcumbe House en Cornouailles, surplombant Plymouth Sound. 
Une autre ancienne propriété de la famille est Cotehele, également en Cornouailles. La famille est propriétaire du domaine depuis 1354, date à laquelle William de Eggecomb épouse Hillaria de Cotehele, fille et héritière de William de Cotehele. 
En 1872, le comte d'Edgcumbe est le sixième plus grand propriétaire foncier en Cornouailles avec 5,377 hectares.
Mount Edgcumbe House est gravement endommagée par des bombes incendiaires en 1941. Elle est reconstruite par le sixième comte et est habitée par les comtes de Mount Edgcumbe jusqu'en 1987 après quoi ils vivent au Manor Farmhouse à Millbrook en Cornouailles.

## Famille
Il épouse en premières noces, le 19 juillet 1960, Joan Ivy Wall (1941-2008), fille d'Ernest Wall et d'Agnes Mary Tufnell. Ils ont cinq enfants. Ils divorcent en 1988.
- Valerie Denise Edgcumbe (née en 1960), célibataire, sans enfants ;
- Megan Frances Edgcumbe (née en 1962), célibataire, sans enfants ;
- Tracy Anne Edgcumbe (née en 1966) épouse Colin Rush (né le ?), dont descendance ;
- Vanessa Erinq Michelle Edgcumbe (née en 1969) épouse Ralph Winsor (né le ?), dont descendance ;
- Alison Nicole Edgcumbe (23 août 1971 - 15 novembre 2015), célibataire, sans enfants.

Il épouse en secondes noces, en 2015, Beryl Cottrell (née le ?). Ils n'ont pas d'enfants.

## Distinctions

### Décorations britanniques
- Médaille du jubilé d'or d'Élisabeth II (6 février 2002)
- Médaille du jubilé de diamant d'Élisabeth II (6 février 2012)